# کیکوس (فیلم)
کیکوس (ارمنی: Կիկոս) فیلم کمدی و جنگی به کارگردانی پاتواکان بارخوداریان است که در سال ۱۹۳۱ منتشر شد.

## بازیگران
- هامبارتسوم خاچانیان
- هراچیا نرسیسیان
- خاچاطور آبراهامیان
- آوت آوتیسیان
- سورن کوچاریان
- A. Ashimova
- A. Papyan
- آماسیا مارتیروسیان
- K. Kogamov
- Vasili Ilyin
- میکائل گاراگاش